# NGC 1188
NGC 1188 je galaksija u zviježđu Eridan.

## Vanjske poveznice
- SEDS: NGC 1188